# Umspannwerk Hallmarkt

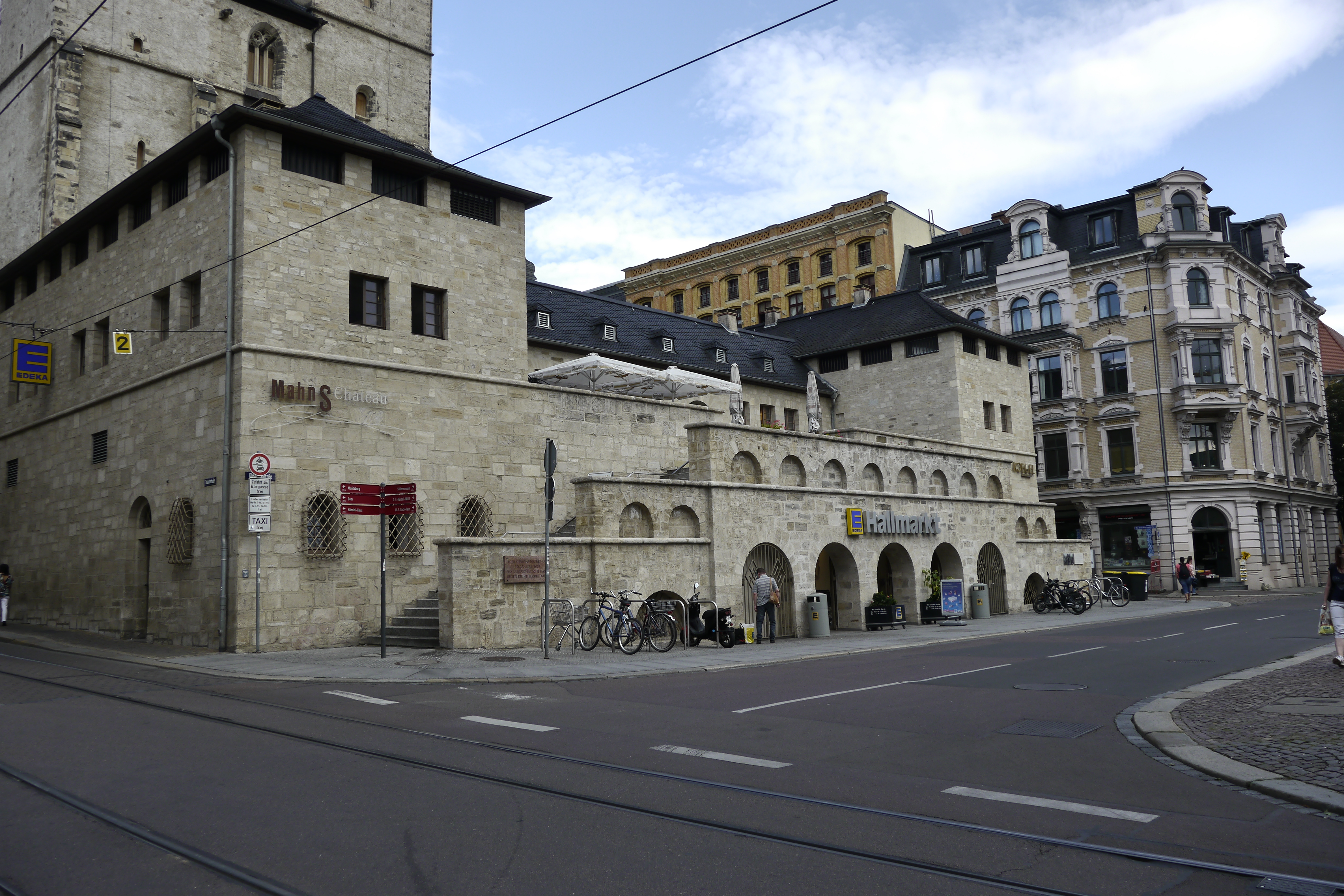
Umspannwerk Hallmarkt (2014)

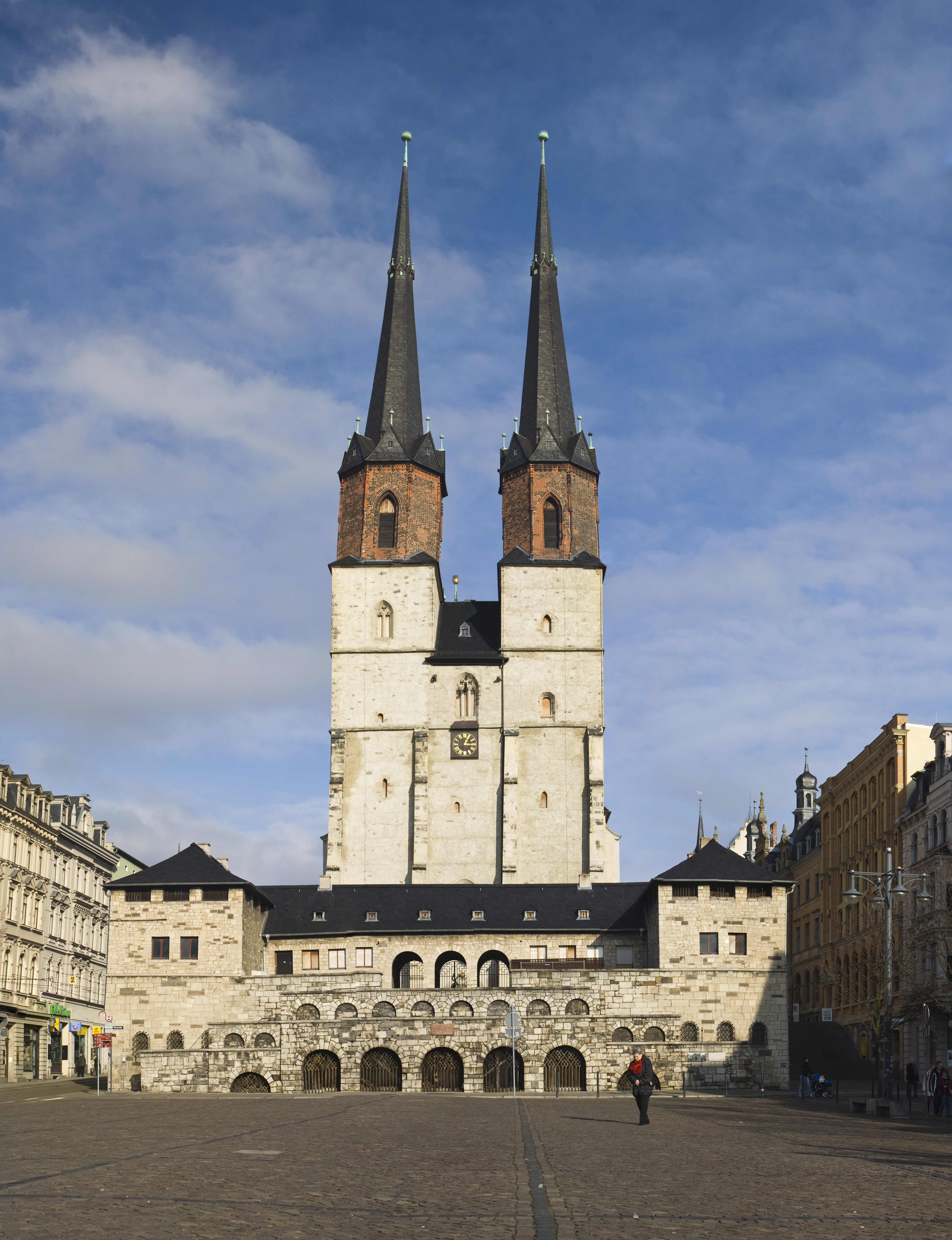
Umspannwerk mit Marktkirche (2009)

Das Umspannwerk am Hallmarkt ist ein für das Stromnetz der Stadt Halle (Saale) errichtetes Gebäude, das unter Denkmalschutz steht.

## Geschichte
In den 1920er Jahren entstand in Halle ein Netz von Transformatorenstationen und Umspannwerken, die für die Umstellung von Gleichstrom auf Wechselstrom sowie die Dezentralisierung unter anderem am Moritzzwinger, am Universitätsring, in der heutigen Rudolf-Breitscheid-Straße, in der Huttenstraße, in Ammendorf, der Gartenstadt Nietleben und Trotha erbaut wurden. Zudem gab es bereits seit einem Jahrzehnt das Elektrizitätswerk am Holzplatz und ein zweites wurde 1924 in Trotha begonnen. Als Knotenpunkt dieses Stromnetzes sollte schon im Jahr 1923 auf dem halleschen Marktplatz ein Umspannwerk als Flachbau entstehen. Da die Pläne aber vorsahen, dafür den Siegesbrunnen zu beseitigen und weil die Entlüftung zu laut gewesen wäre, gab es erfolgreiche Proteste dagegen und man wählte stattdessen als Standort den westlich des Marktes gelegenen Hallmarkt, wo das Gebäude im Folgejahr errichtet wurde. Hier bestand zuvor nur eine Hangmauer. Die Pläne für die meisten dieser Bauwerke lieferte der Stadtbaurat Wilhelm Jost im Auftrag der Werke der Stadt Halle AG (WEHAG).
Weitere Umspannwerke entstanden Am Tagebau in Bruckdorf südöstlich der damaligen Stadt, in der Klosterstraße nördlich der Altstadt sowie – im Jahr 1926 – mit dem Umspannwerk Stadtpark östlich der Altstadt und 1928 mit dem Umspannwerk am Turmplatz im Süden der damaligen Stadt. Da sich auf dem Hallmarkt mehrfach wichtige Ereignisse der Stadtgeschichte abspielten, wurden an dem Gebäude im Laufe der Jahrzehnte mehrere Gedenktafeln angebracht. Eine rote Porphyrtafel erinnert an den 30. Januar 1933, an dem gegen die Ernennung Adolf Hitlers zum Reichskanzler demonstriert wurde, eine weiße Tafel sowie eine Tafel mit Fotos erinnern an die Niederschlagung des Aufstands vom 17. Juni 1953.
Nachdem das Hauptumspannwerk am Hallmarkt, das zudem als Umformerstation der halleschen Straßenbahn diente, außer Betrieb genommen wurde, da man seine Funktionen durch Neubauten ersetzte, stand es lange leer. Im Jahr 2007 fand eine Kunstausstellung in der Trafohalle statt. Im Februar 2009 wurde das Gebäude durch die Stadtwerke Halle verkauft. Kurz darauf wurden Pläne bekannt, das Gebäude als Markthalle umzunutzen. Nach der in den Jahren 2010 und 2011 erfolgten Sanierung wurde dort ein Supermarkt eingerichtet, der im November 2011 öffnete.

## Lage und Baubeschreibung
In der Oleariusstraße an der Ostseite des Hallmarkts entstand unterhalb der Westfassade der Marktkirche Unser Lieben Frauen ein breitgelagertes Gebäude, dessen Ecken hervorgehoben sind. Während die Fenster im Erdgeschoss rundbogig gestaltet wurden, wählte man im Obergeschoss schlichtere quadratische und rechteckige Fenster. An der Platzseite ist dem Bau eine Freitreppe vorgelagert, die mit einer eigenen Rundbogenfassade versehen wurde und so das wehrhafte Aussehen unterstreicht. Sie bildete aber auch einen neuen Aufgang zur Kirche. Zu den Besonderheiten des Standorts zählt die Notwendigkeit der Überwindung des Höhenunterschieds zwischen den beiden Marktplätzen nahe der Halleschen Marktplatzverwerfung, einer tektonischen Besonderheit, die die Stadt in zwei Teile teilt und sich auch auf die Standfestigkeit der Westfassade der Marktkirche auswirkt.
Durch die Entscheidung für das noch im Historismus verankerte Aussehen entstand eine monumentalisierende Gesamtwirkung mit der Marktkirche, die das Umspannwerk wie einen Unterbau der Westfassade der Kirche erscheinen lässt. Zugleich verleiht der oberste Punkt der Freitreppe dem dort befindlichen Plateau aber einen tribünenartigen Charakter, so dass das Gebäude auch nicht vom Sakralbau erdrückt wird. Im Obergeschoss befanden sich ursprünglich die Wohnungen der Arbeiter. Der dort oben zu findende dreibogige Durchgang zur Kirche wurde vor einigen Jahren mit Glasfassaden verschlossen und ein Restaurant sowie ein Friseur eingerichtet. Die Dachgestalt des Gebäudes wurde in breitgezogener „H“-Form gestaltet. Als Baumaterialien wählte man Muschelkalk und Kalksandstein.
Das Umspannwerk ist als Baudenkmal im Denkmalverzeichnis mit der Erfassungsnummer 094 11585 eingetragen.